# Orientalia
Orientalia es un género de foraminífero bentónico de la familia Prolixoplectidae, de la superfamilia Verneuilinoidea, del suborden Verneuilinina y del orden Lituolida. Su especie tipo es Orientalia exilis. Su rango cronoestratigráfico abarca el Cenomaniense (Cretácico superior).

## Discusión
Clasificaciones previas incluían Orientalia en el suborden Textulariina del orden Textulariida, o en el orden Lituolida sin diferenciar el suborden Verneuilinina.

## Clasificación
Orientalia incluye a las siguientes especies:
- Orientalia albanica †
- Orientalia anagastica †
- Orientalia antibarica †
- Orientalia bosniaca †
- Orientalia curta †
- Orientalia delphica †
- Orientalia elongata †
- Orientalia exilis †
- Orientalia fatnicensis †
- Orientalia glabra †
- Orientalia janinensis †
- Orientalia kicavica †
- Orientalia limica †
- Orientalia listicae †
- Orientalia loucheuxi †
- Orientalia montana †
- Orientalia mostarensis †
- Orientalia narentana †
- Orientalia norrisi †
- Orientalia pivensis †
- Orientalia rubra †
- Orientalia tankiensis †
- Orientalia ulcinica †